# Фарносова, Мария Сергеевна
Мария Сергеевна Фарносова (урождённая Савинова; р. 13 августа 1985, Челябинск) — российская бегунья на 800 метров.

## Личная жизнь
10 сентября 2010 года Мария вышла замуж за бегуна на средние дистанции Андрея Фарносова, с которым они тренировались в одной группе у Владимира Казарина. Летом 2014 года взяла фамилию мужа. В мае 2015 года родила сына.

## Образование
Мария училась в лицее № 37 города Челябинска, окончила Южно-Уральский государственный университет по специальности менеджер физической культуры и спорта, получает второе образование в Челябинском государственном агроинженерном университете по специальности экономика управления.

## Спортивные результаты
| Год  | Турнир                       | Город                  | Место | Дистанция | Результат |
| ---- | ---------------------------- | ---------------------- | ----- | --------- | --------- |
| 2008 | Чемпионат мира в помещении   | Валенсия, Испания      | 16    | 800 м     | 2.06,72   |
| 2009 | Чемпионат Европы в помещении | Турин, Италия          | 1     | 800 м     | 1.58,10   |
| 2009 | Чемпионат мира               | Берлин, Германия       | 5     | 800 м     | 1.58,68   |
| 2010 | Чемпионат мира в помещении   | Доха, Катар            | 1     | 800 м     | 1.58,26   |
| 2010 | Чемпионат Европы             | Барселона, Испания     | 1     | 800 м     | 1.58,22   |
| 2011 | Чемпионат мира               | Тэгу, Республика Корея | 1     | 800 м     | 1.55,87   |
| 2012 | Олимпийские игры             | Лондон, Великобритания | 1     | 800 м     | 1.56,19   |
| 2013 | Чемпионат мира               | Москва, Россия         | 2     | 800 м     | 1.57,80   |

На российских соревнованиях представляла Свердловскую область, выступала за общество «Динамо» и клуб «Уралвагонзавода» «Спутник» (Нижний Тагил). Неоднократная чемпионка России в помещениях на дистанции в 800 метров и эстафете 4×800 метров.

## Дисквалификация
В ноябре 2015 года произошел международный скандал, связанный с обвинениями российских легкоатлетов в массовом применении допинга. На основании своего расследования комиссия Всемирного антидопингового агентства (WADA) рекомендовала, среди прочего, пожизненно дисквалифицировать Савинову (Фарносову) и Екатерину Поистогову. Тренер Фарносовой Владимир Казарин также попал в список тренеров, которых рекомендовано дисквалифицировать пожизненно. Муж Марии Алексей Фарносов попал в список спортсменов, в отношении которых требуется дополнительное расследование.
10 февраля 2017 года решением Спортивного арбитражного суда в том числе и на основе её биологического паспорта Савинова признана виновной в нарушении антидопинговых правил с 26 июля 2010 по 19 августа 2013 года, и все её результаты за этот период были аннулированы. Кроме того, она дисквалифицирована на 4 года, начиная с 24 августа 2015 года. Спортсменка подала ещё одну апелляцию на свою дисквалификацию, но 6 августа 2018 года CAS её отклонил, сочтя факт приёма запрещённого препарата доказанным. Таким образом все результаты спортсменки в период с 26 июля 2010 года по 19 августа 2013 года были аннулированы.

## Награды
- Орден Дружбы (13 августа 2012) — за достижения на Играх XXX Олимпиады 2012 года[8]
- Заслуженный мастер спорта России (29 июля 2010)[9]
- Признана лучшим легкоатлетом Европы 2011 года среди женщин.